# مازور
المَازُور أو القُقْبُور أو القُقْبُورة أو الكوكابورة أو الكوكوبارا[بحاجة لمصدر] (الاسم العلمي: Dacelo)، هو جنس من الطيور يتبع فصيلة رفراف النهر ضمن رتبة الضؤضئيات. وهو من الطير التي تقطن الأشجار، الموطن الأصلي له أستراليا وغينيا الجديدة. يُراوح طوله 28 إلى 42 سم. الاسم كوكابورة هو محاكاة لفطية لصوت الطائر مستعارة من لغة ويرادجوري للسكان الأصليين، والتي تشبه في لفظها الصوت الذي يصدره الطائر. ويبدو صوت نداء المازور وكأنه صدى ضحكات بشرية.
يوجد هذا الطائر في بيئات تراوح من الغابات الرطبة والسافانا القاحلة إلى الضواحي المليئة بالأشجار الطويلة أو بالقرب من المياه الجارية. ومع أنها تنتمي إلى مجموعة أكبر معروفة باسم صائدي السمك، إلا أنه لا يرتبط ارتباطاً وثيقاً بالماء.

## الأنواع

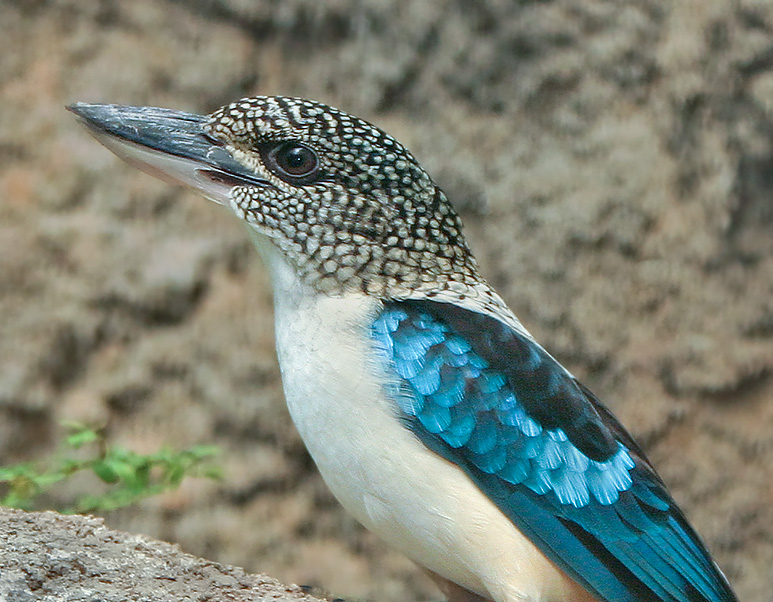
مازور لماع

ويمكن العثور على أربعة أنواع من طيور المازور في أستراليا، وغينيا الجديدة، وكذلك في جزر أرو:
- مازور أصهب البطن (الاسم العلمي: Dacelo gaudichaud)
- مازور لماع (الاسم العلمي: Dacelo tyro)
- مازور أزرق الجناح (الاسم العلمي: Dacelo leachii)
- مازور جبَّار (الاسم العلمي: Dacelo novaeguineae)

تتميز أشكال طيور المازور من حيث الجنس. وهذا ملحوظ في المازور ذات الأجنحة الزرقاء وصهباء البطن حيث أن الذكور تتميز بالذيل الأزرق والإناث بالذيل البني المُحْمَر.

## السلوك

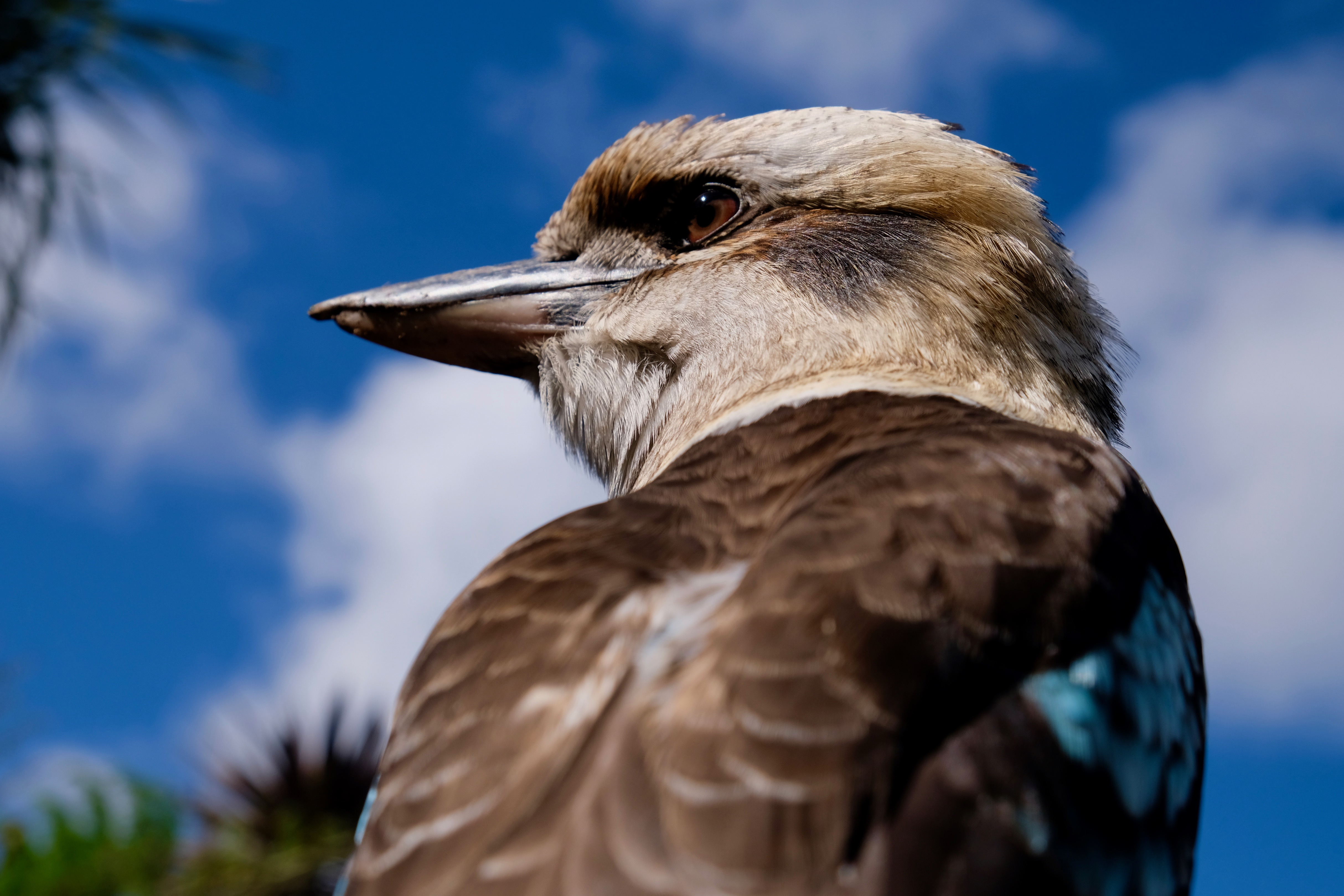
كوكابورا عن قرب

تكاد تكون طيور المازور آكلة لحوم فقط، فهي تأكل الفئران والثعابين والحشرات والزواحف الصغيرة، وصغار الطيور الأخرى أيصاً. ومن المعروف أنها تصطاد أسماك الزينة الذهبية من برك الحدائق. وهي بدورها تُقَدَّم غذاءً للطيور الجارحة في حدائق الحيوان.
أفرادها التي ألفت الإنسان تقبل الطعام المقدم إليها وتأخذه من اليد في حفلات الشواء مثلاً. إلا أنه لا ينصح عموما بإطعام المازور لحم البقر المفروم أو طعام الحيوانات الأليفة وذلك لأنها لا تحتوي على ما يكفي من الكالسيوم والألياف.
تُعدُّ هذه الطيور إقليمية، باستثناء طيور روفوس-بليد، التي تعيش في أغلب أحوالها مع صغارها من الموسم السابق. وغالبا ما يغنون كجوقة وذلك لوضع علامة على أراضيهم.

## المحميات
تعد جميع أسراب أنواع طيور المازور غير مثيرة للقلق. ويقوم القانون الأسترالي بحماية الطيور المحلية بما في ذلك المازور.

## في الثقافة العامة
كان «أُلِي» المازور واحداً من ثلاث تمائم (جالبي حظ) اختِيرَت لدورة الألعاب الأولمبية الصيفية عام 2000 في سِدْنِي. التمائم الأخرى كانت «ميلي» الإيكيدنا و «سيد» البلاتيبوس.
واستُخْدِم الصوت المميز لنداء المازور الضاحك في إنتاج الأفلام والتلفزيون، فضلا عن بعض المعالم السياحية في حدائق ديزني وذلك بغض النظر عن إعدادات الغابة الأفريقية والآسيوية وأمريكا الجنوبية. و ظهرت طيور المازور في ألعاب الفيديو (لينيج 2، باتل تودس، ووورلد أوف واركرافت) وظهر على الأقل في قصة قصيرة واحدة لباري وود (No where to go).